# تاوريرت (قصبة سيدي عبد الله بن امبارك)
تاوريرت هي إحدى مشيخات المملكة المغربية، تتبع جغرافيا لإقليم طاطا وإداريًا لقصبة سيدي عبد الله بن امبارك. يقدر عدد سكانها بـ 5549 نسمة حسب الإحصاء الرسمي للسكان والسكنى لسنة 2004.